# Petro Kowalczuk
Petro Jarosławowycz Kowalczuk, ukr. Петро Ярославович Ковальчук (ur. 28 maja 1984 we wsi Majdan Średni, w obwodzie iwanofrankowskim) – ukraiński piłkarz, grający na pozycji obrońcy, a wcześniej pomocnika.

## Kariera piłkarska

### Kariera klubowa
Wychowanek DJuSSz-3 w Iwano-Frankiwsku, barwy którego bronił w juniorskich mistrzostwach Ukrainy (DJuFL). Rozpoczął karierę piłkarską w miejscowej drużynie Czornohora Iwano-Frankiwsk, który był farm-klubem Prykarpattia Iwano-Frankiwsk. 25 czerwca 2001 debiutował również w składzie Prykarpattia. W 2007 przeszedł do Krywbasa Krzywy Róg. Po tym jak klub odmówił zapłaty za leczenie, odszedł do drużyny Dnister Owidiopol. Na początku 2010 został zaproszony do FK Lwów. 1 lutego 2011 podpisał kontrakt z Czornomorcem Odessa. 6 sierpnia 2014 przeszedł do FK Słuck. Od 2015 bronił barw tadżyckiego klubu Istiklol Duszanbe. W lutym 2015 został piłkarzem malediwskiego Club Green Streets. 2 marca 2018 zasilił skład Prykarpattia Iwano-Frankiwsk.